# Runet
A Runet (em Russo: Рунет) é uma rede de internet interna desenvolvida pelo país Russo. A internet local seria uma das formas do Estado Russo controlar o que vem de fora do país pela rede mundial de computadores. Na prática, a rede local de internet funciona tendo como prioridade que os dados dos cidadãos do país sejam tratados dentro do próprio território. Os primeiros testes da Runet foram feitos no ano de 2019, projeto esse que vinha sendo debatido desde o ano de 2011 por autoridades do país.
A Runet é tocada pela agência de telecomunicações do país, Roskomnadzor. A criação de uma rede interna teve base em uma espécie de defesa do próprio país em questão de segurança em momentos de ataques cibernéticos que podem surgir de fora do país, além da redução de dependência de provedores de marcas estrangeiras.
O país adota práticas para inibir que os cidadãos tenham acesso as VPN's, meio usado para burlar as medidas de bloqueio de sites ou aplicativos pela agência estatal Roskomnadzor. Após aplicação de leis com novas políticas mais rígidas sobre a internet no território Russo, muitos provedores de outros países tiveram dificuldades para operar dentro do país. Com a guerra contra Ucrânia, houve ainda mais medidas para restringir o acesso as plataformas como as redes sociais.